# Savica (vodopád)
Savica je dvojramenný vodopád. Nachází se nad vesnicí Ukanc v občině Bohinj. Viditelná část vodopádu přijímá vodu z širšího krasového území, ležícího o 500 m výše, kde se nachází Črno jezero. Vodu odvádí potok Velika Savica, která je zdrojnicí řeky Savica, jež je hlavním přítokem Bohinjského jezera.

## Charakteristika
Vodní tok se ještě ve skrytém podzemí rozděluje na dva prameny. Níže položený pravý, 25 m vysoký pramen protéká podzemní puklinou z výše položeného jezera v prozkoumaném podzemním tunelu. Levý, 78 m vysoký pramen také teče ve výšce téhož podzemního tunelu, ale ze sousedního jezera, do kterého teče voda z tohoto jezera, z něhož voda prosakuje dolů do pravého spodního pramene. Po vydatných deštích se někdy stává, že krasová oblast nad vodopádem a nedokáže absorbovat veškerou vodu. Vodopád pak dosahuje výšky téměř 600 m.

## Přístup
- po  červené značce od Planinskeho domu Savica k pokladně - 6 minut.
- po  červené značce od Koči pri Savici k pokladně - 8 minut.
- po  červené značce z Ukance k pokladně - 1 hodina.
- po  červené značce od Domu na Komni k pokladně - 2¾ hodiny.

Od pokladny se suvenýry a vstupným vede stezka přes kamenný most přes Malou Savici a dále nahoru. Celkem je na ní 553 schodů až k dřevěnému altánu, odkud lze ještě pokračovat 30 m dolu směrem k vodopádu - 25 minut

## V kultuře
Do okolí vodopádu zasadil děj svého eposu Krst pri Savici (Křest u Savice) nejvýznamnější slovinský básník France Prešeren.